# 石の花 (モニュメント)
石の花（クロアチア語: Kameni cvijet）は、クロアチアのヤセノヴァツにあるモニュメントであり、当時のユーゴスラビア各地に建設された戦争記念施設であるスポメニックの一つである。

## 概要
第二次世界大戦時に発生したヤセノヴァツ強制収容所でのウスタシャによる大量虐殺の犠牲者を追悼する目的で1966年に建設された。
碑は高さ24メートルで6枚の花弁を持つ花を模った形状をしており、その地下スペースには1943年にフォチャでチェトニックに殺害されたイヴァン・ゴラン・コヴァチッチの著名な詩「穴（Jama）」の一文を抜粋した銘板が設置されている。
その周辺には強制収容所の各施設の場所を示す複数の人工の塚や湖が作られており、ランド・アートの様相を呈している。
道路から記念碑までの道は囚人を強制収容所まで運送した鉄道の線路の枕木を敷き詰めて出来ている他、記念碑の近くには強制収容所に関する資料などを展示している博物館や、虐殺の犠牲者が埋葬されているリマニ墓地が整備されている。

### デザインの意味
ユーゴスラビア各地に建設された記念碑群（いわゆるスポメニック）は初期に建設されたものを除き、シュルレアリスムを彷彿とさせる前衛的な形状をしている事が多く、この石の花も同様である。
石の花をデザインしたセルビア人建築家のボグダン・ボグダノヴィッチ(Bogdan Bogdanović)は強制収容所での虐殺行為を直接表現することを過去の遺恨の再燃と民族間の分裂を誘発させるとして嫌い、代わりに生命と再生の象徴であり、悟りの意味も込めた「地面から垂直に伸びる蓮の花」をテーマとして選択した。これは悲劇による苦しみを克服し、過去を清算することで生まれる「民族間の和解と融和」をもたらすことを期待してユーゴスラビア大統領であるヨシップ・ブロズ・チトーによって選ばれたテーマであった。このテーマは二元論を持つようデザインされており、根の部分はこの地に眠る犠牲者を、花弁の部分は新たな生命の再生を指し示している。

## 歴史

### 背景

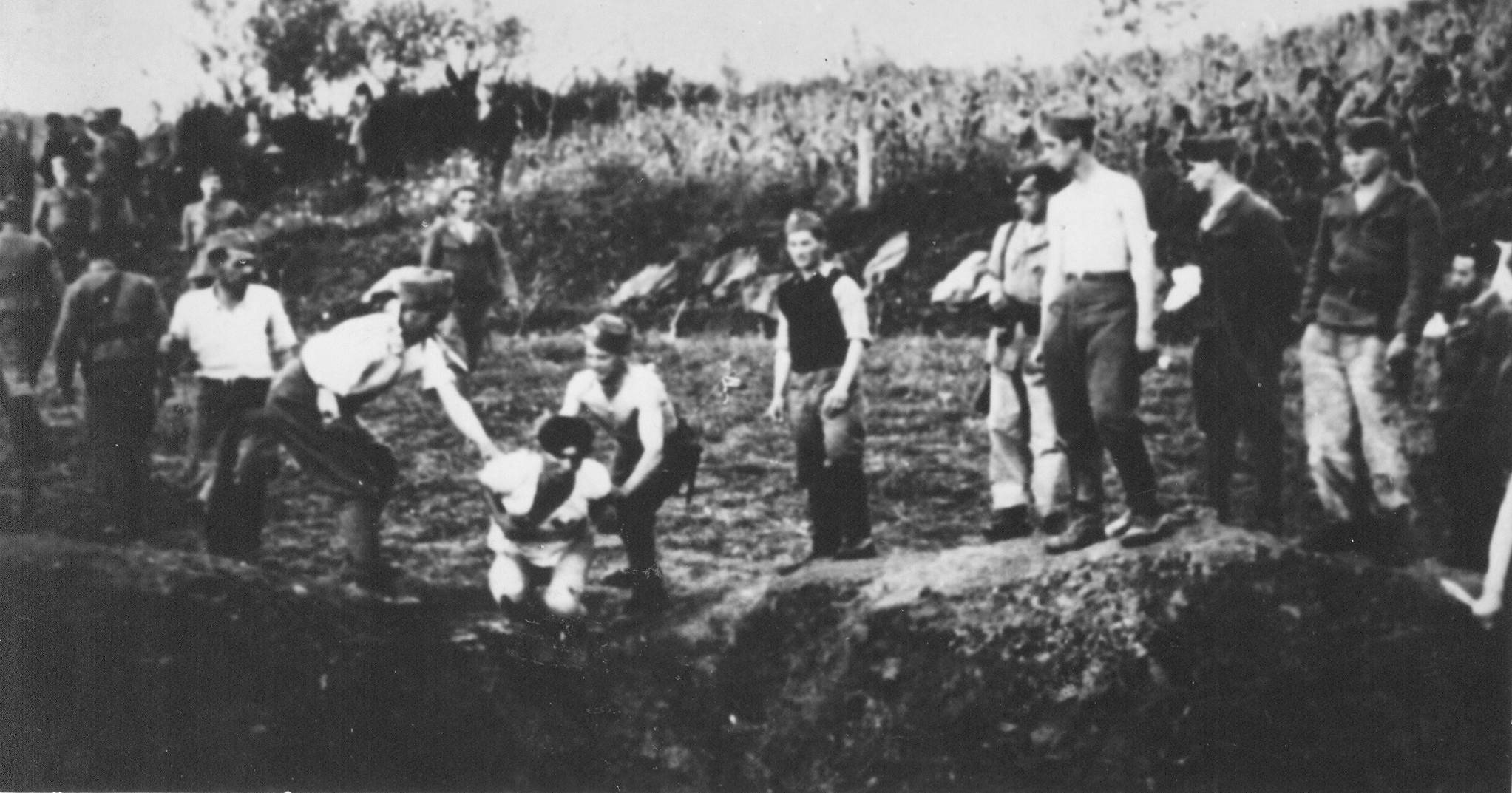
ヤセノヴァツ強制収容所で処刑される収容者

第二次世界大戦時、ヤセノヴァツは1941年のナチス・ドイツによるユーゴスラビア侵攻によって枢軸国の支配下に置かれた。そしてこの地にナチス・ドイツの傀儡国家であり、他民族（主にセルビア人）の迫害とクロアチア人による民族統一を掲げるクロアチア独立国によって絶滅収容所が設立された。当初はナチス・ドイツ支配地域から連れて来られたユダヤ人やロマ人などを収容していたが、1943年頃からは専らコザラツで捕えられ連れて来られたセルビア人を収容し、非常に残虐な方法での処刑を日常的に行なっていた。
そうした虐殺による犠牲者の数はおよそ8万人から10万人と言われており、ヤセノヴァツは「バルカンのアウシュヴィッツ」という悪名高い渾名で呼ばれるようになった。

### 記念碑の建設
1945年にヤセノヴァツはパルチザンによって解放され、ユーゴスラビア社会主義連邦共和国の一都市となった。この頃にはヤセノヴァツ強制収容所の施設は証拠隠滅と戦後復興の資材捻出の為にすでに解体されて跡形もなく、当地で発生した虐殺を伝える何かしらの碑すら置かれないまま10年近く更地となっていた。これには虐殺の正確な犠牲者数がまだ不明だったことや、当時のユーゴスラビア政府は戦勝や共産主義革命の成就、人民英雄の活躍を記念するモニュメントの建設に尽力しており、犠牲者の慰霊を目的としたモニュメントを建てるという発想がまだ一般的ではなかったことから計画が進まなかったという背景があった。
1950年代に入り、犠牲者の遺族らの陳情を受けたヨシップ・ブロズ・チトー大統領率いるユーゴスラビア政府はようやくヤセノヴァツ強制収容所の現場に公式な記念碑を建設する計画を実行に移し、複数の彫刻家からアイデアを募集したが、ユーゴスラビア政府が適切とみなす事ができないデザインばかりだった。そして政府の委員会は1960年にボグダン・ボグダノヴィッチとズデンコ・コラツィオを直接召集し、彼らにデザインの草案を提出させた。
ボグダノヴィッチはヤセノヴァツに建てる記念碑をデザインする際、「死や恐怖のイメージの描写を極力取り除き、当時の遺恨を再び思い起こすことのないようなデザイン」を模索していた。そして一切の物理的証拠の残っていないこの地に、沢山の花を模った記念碑を収容所の様々な機能を司っていた各施設の跡地に建てるというコンセプトを提示した。この過剰に抽象的なコンセプトは政府関係者からの顰蹙を買ったもののチトーに気に入られ、最終的にチトーの鶴の一声でボグダノヴィッチのデザインが採用された。
だがボグダノヴィッチの草案は石の花の地下に博物館を始めとした巨大な地下街を建設するなどスケールが非常に大規模であり、現場がサヴァ川の近くにあるなどの地理的な事情や金銭的・スケジュール的要因から、建てられる花の記念碑を1つに絞り、それ以外の場所は人工の塚に置き換えるなど、当初の草案から大幅に縮小されたスケールに再設計され、建設が始まった。
こうして記念碑は1966年に完成し、7月4日に行われた追悼式典で正式に公開された。式典には数千人が集まり、その多くが警備員の制止を振り切って石の花のそばに駆け寄るなどして虐殺の犠牲者を追悼した。そして石の花はユーゴスラビアで最も著名な記念碑の一つとなり、1980年代まで多くの観光客が訪れる人気スポットとなった。

### 論争とユーゴスラビア紛争
だが、石の花の抽象的な形状をめぐって建設当時から少なくない数の苦情が寄せられた。特にウスタシャによって虐殺の対象とされていたセルビア人の民族主義者からは「民族間の和解と融和」というボグダノヴィッチの掲げるテーマを拒絶し、「ヤセノヴァツで発生した凄惨な犯罪を何も伝えておらず、事実が隠蔽されている」と主張した。批判はボグダノヴィッチ本人にも向けられ、「セルビア人であるにもかかわらず、同胞を虐殺したクロアチア人に許しを与えるのか」という怒りの声が届くようになった他、ボグダノヴィッチを政治犯として処刑するよう求める過激な声も上がった。こうした声は1980年頃まで民族主義的思想を取り締まるユーゴスラビア政府によって封殺されてきたが、チトーの死去後は政府の影響力が弱まりセルビア人の不満が再燃するようになった。
その後1991年にユーゴスラビアはクロアチアを始めとした構成国の相次ぐ独立により崩壊、直後にユーゴスラビア人民軍とクロアチア共和国軍の間でクロアチア紛争が勃発し、ヤセノヴァツは再び戦場と化した。そして同年にクロアチア軍の兵士の突入により石の花付近の博物館が荒らされ、強制収容所の遺物や資料などが次々と破壊され失われるなどの被害が発生した。

### 現在
1991年から始まったクロアチア軍による破壊活動によってクロアチア国内にあった同様の記念碑は立て続けに破壊され、ヤセノヴァツもその対象となったが、石の花自体に大きな損傷はなく戦後も建設時の形状を保っている。現在でも石の花とその周辺の施設は地元当局によって整備されており、毎年4月22日前後に記念式典が開かれている。
しかし、前述のクロアチア紛争の遺恨からクロアチアとセルビアの関係が今に至るまで冷え込んでいることに加え、紛争時の虐殺に関する資料散逸を利用したクロアチアによる収容所の犠牲者数の矮小化の疑いやクロアチアの世論の右傾化などから大クロアチア主義の再興が懸念されており、セルビア人やユダヤ人のコミュニティから記念式典への反発や式典参加へのボイコットが起きるなど、「民族間の和解と融和」というテーマは半ば忘れ去られ、今なおも民族間の遺恨を残している状態にある。

## ギャラリー

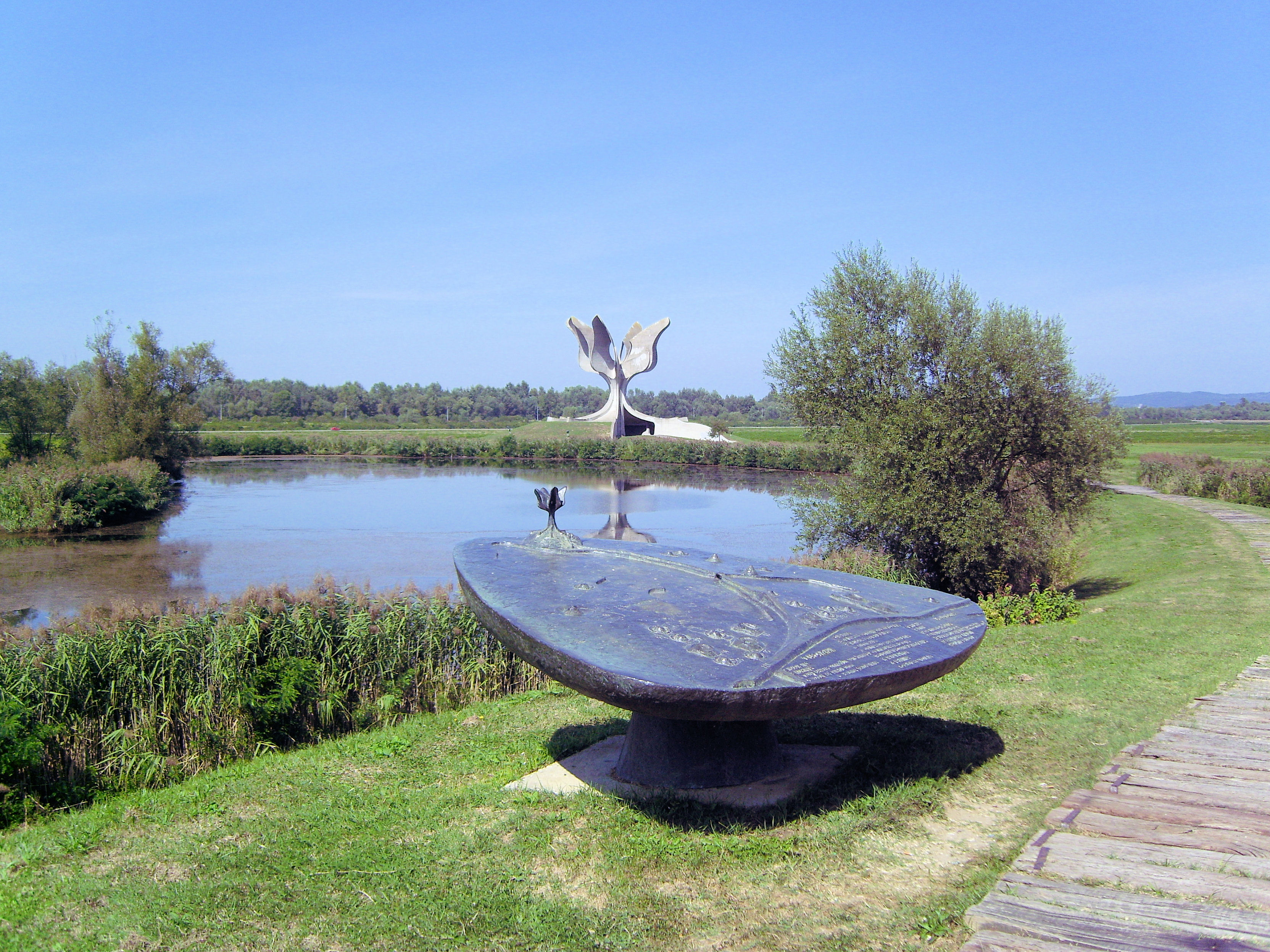
記念碑の遠景
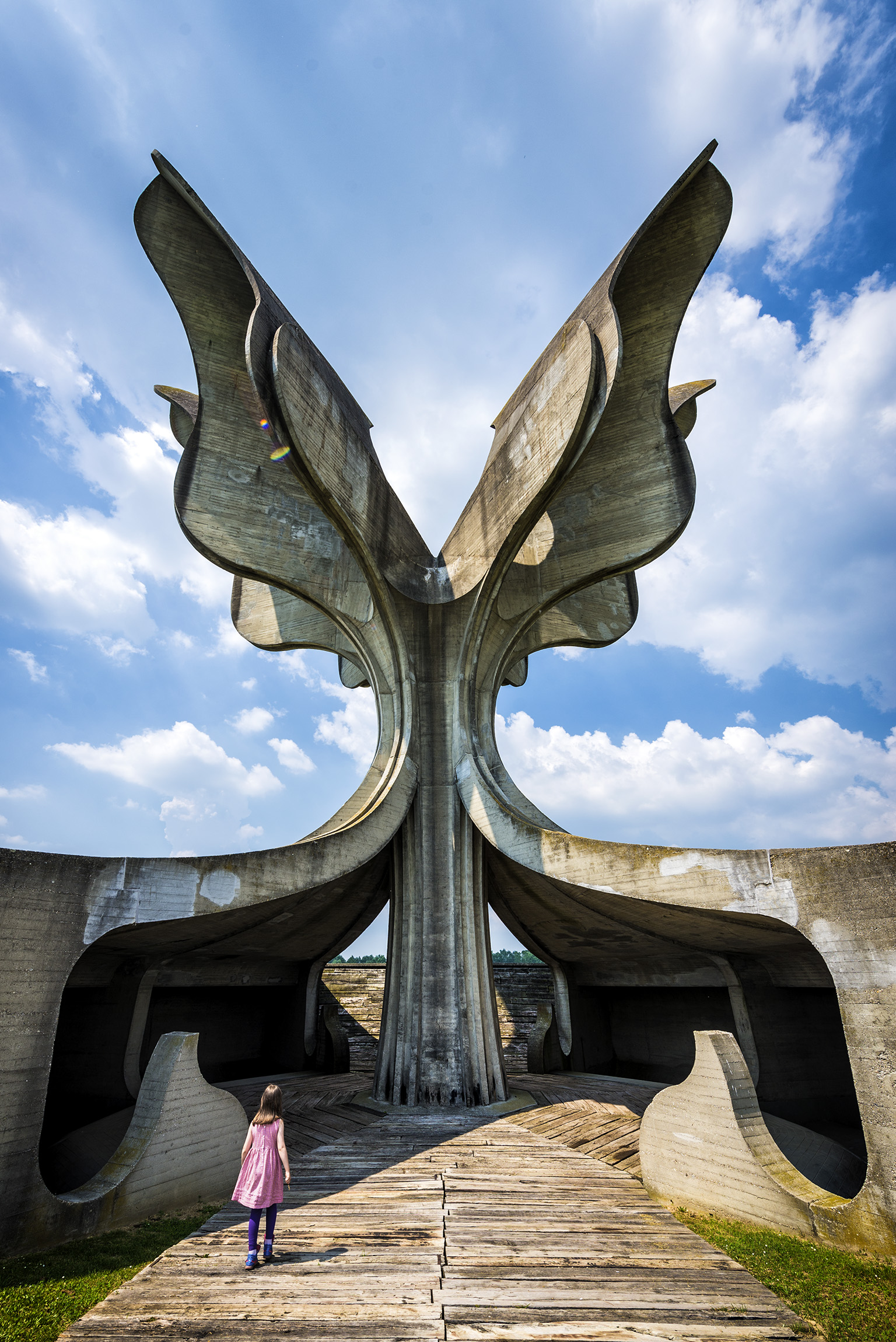
記念碑の近景
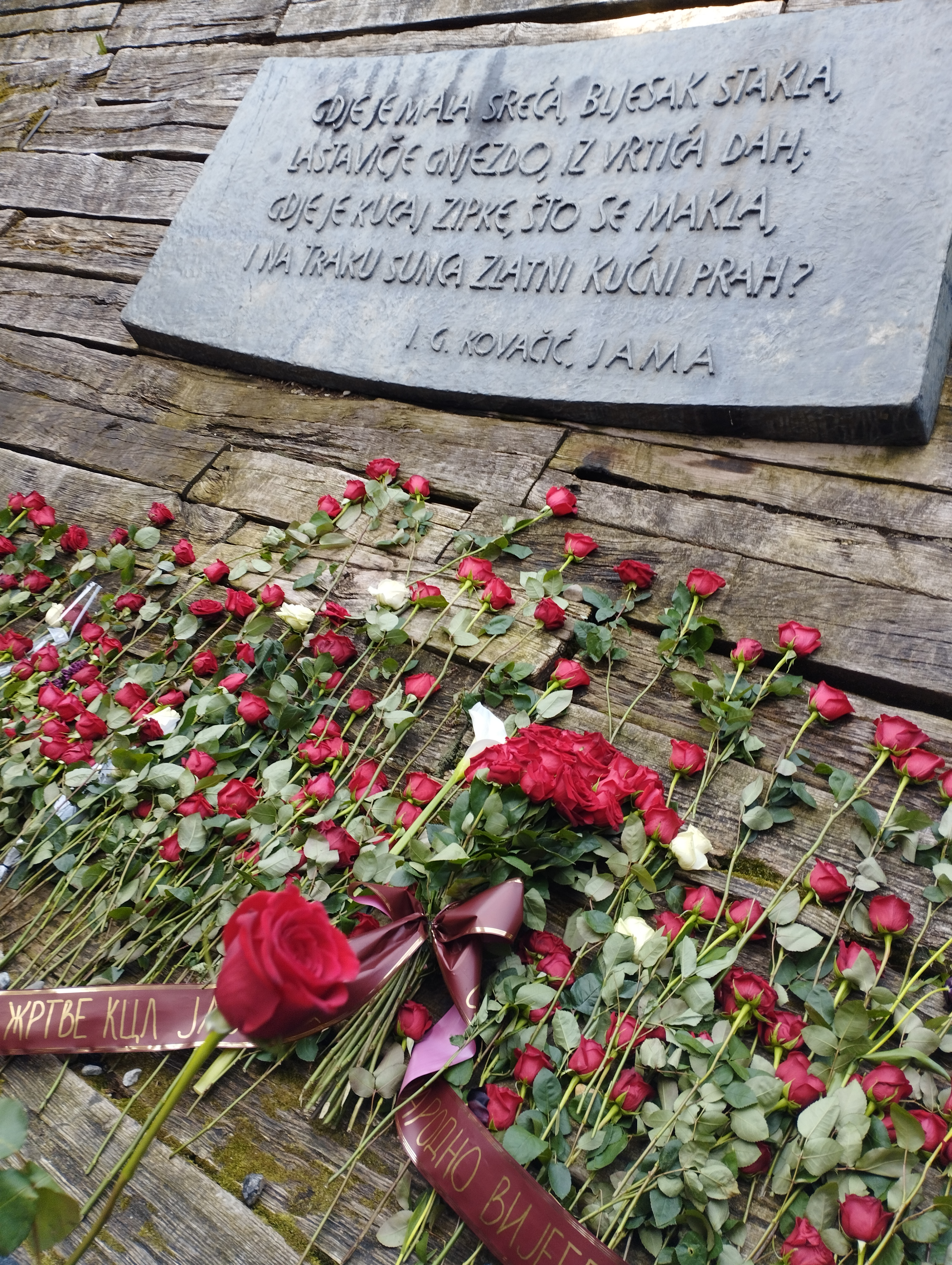
記念碑地下の銘板
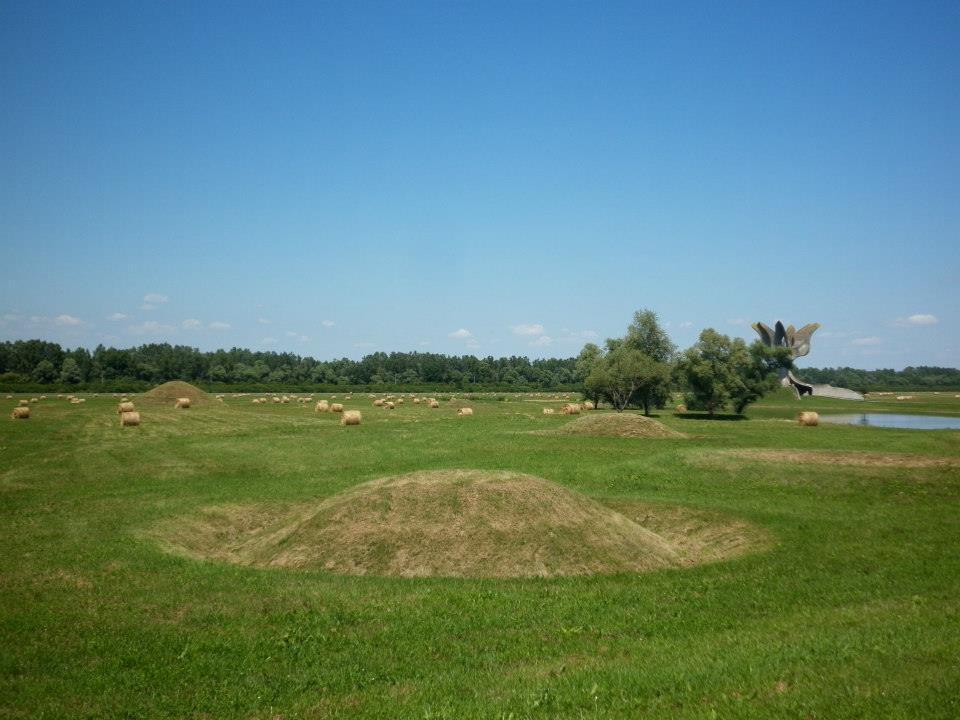
収容所跡を示す塚
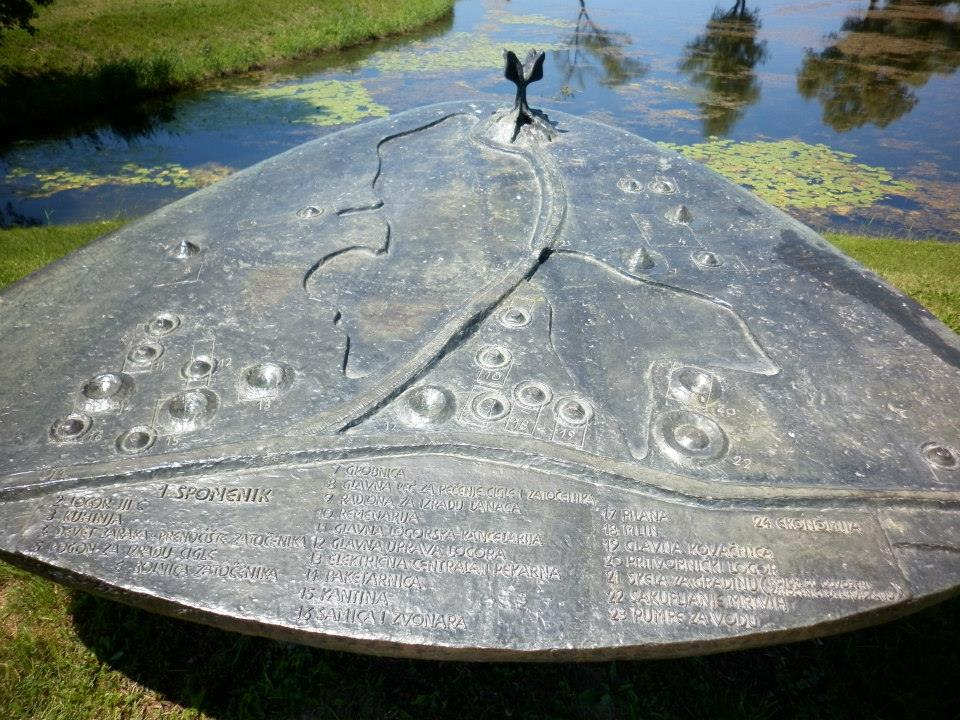
記念公園の全体地図
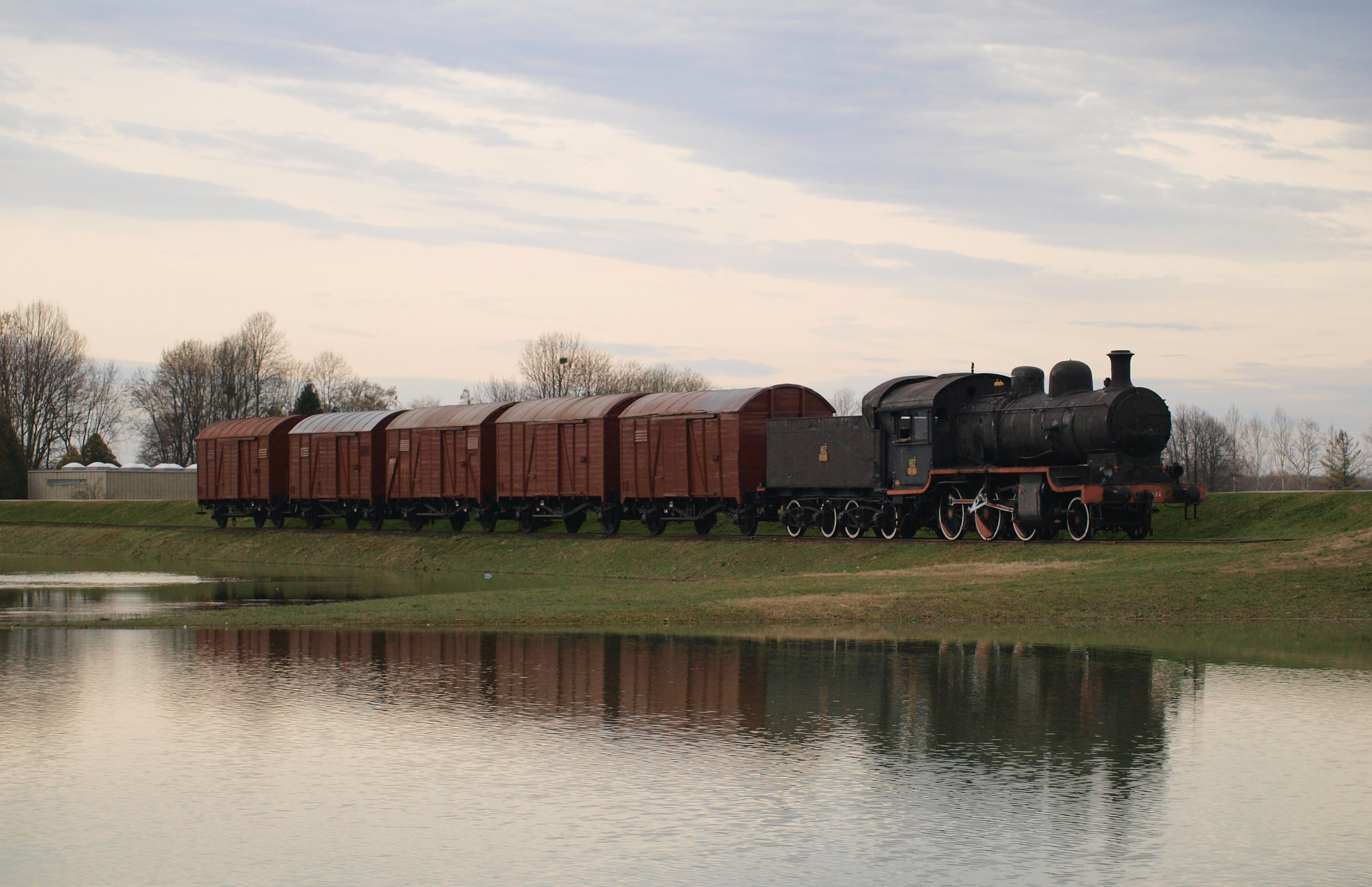
囚人の輸送に使われた鉄道車両
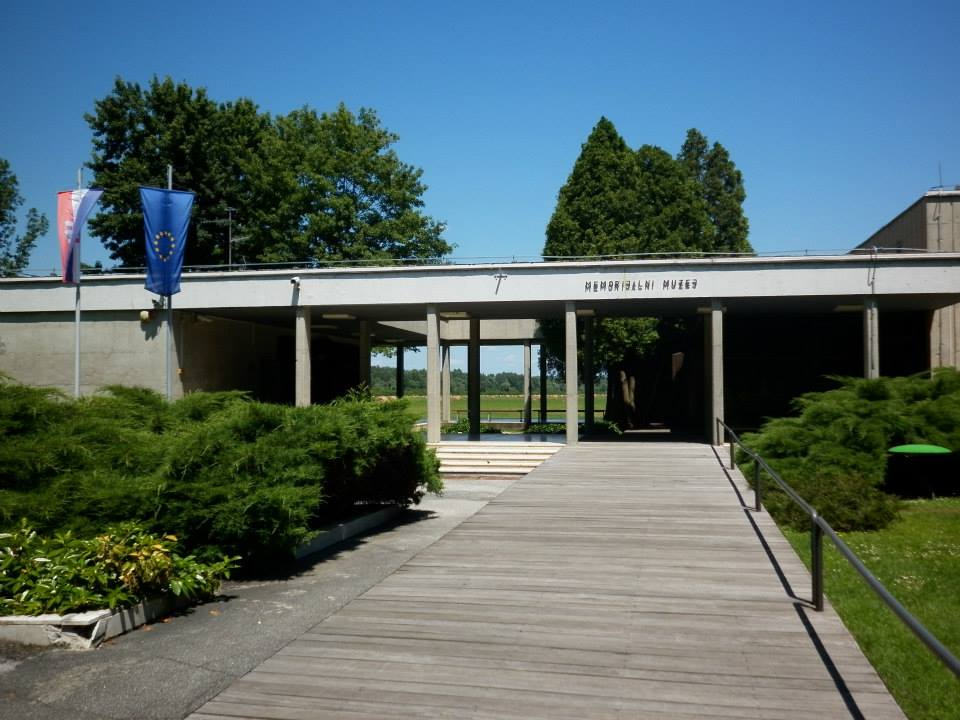
ヤセノヴァツ記念博物館
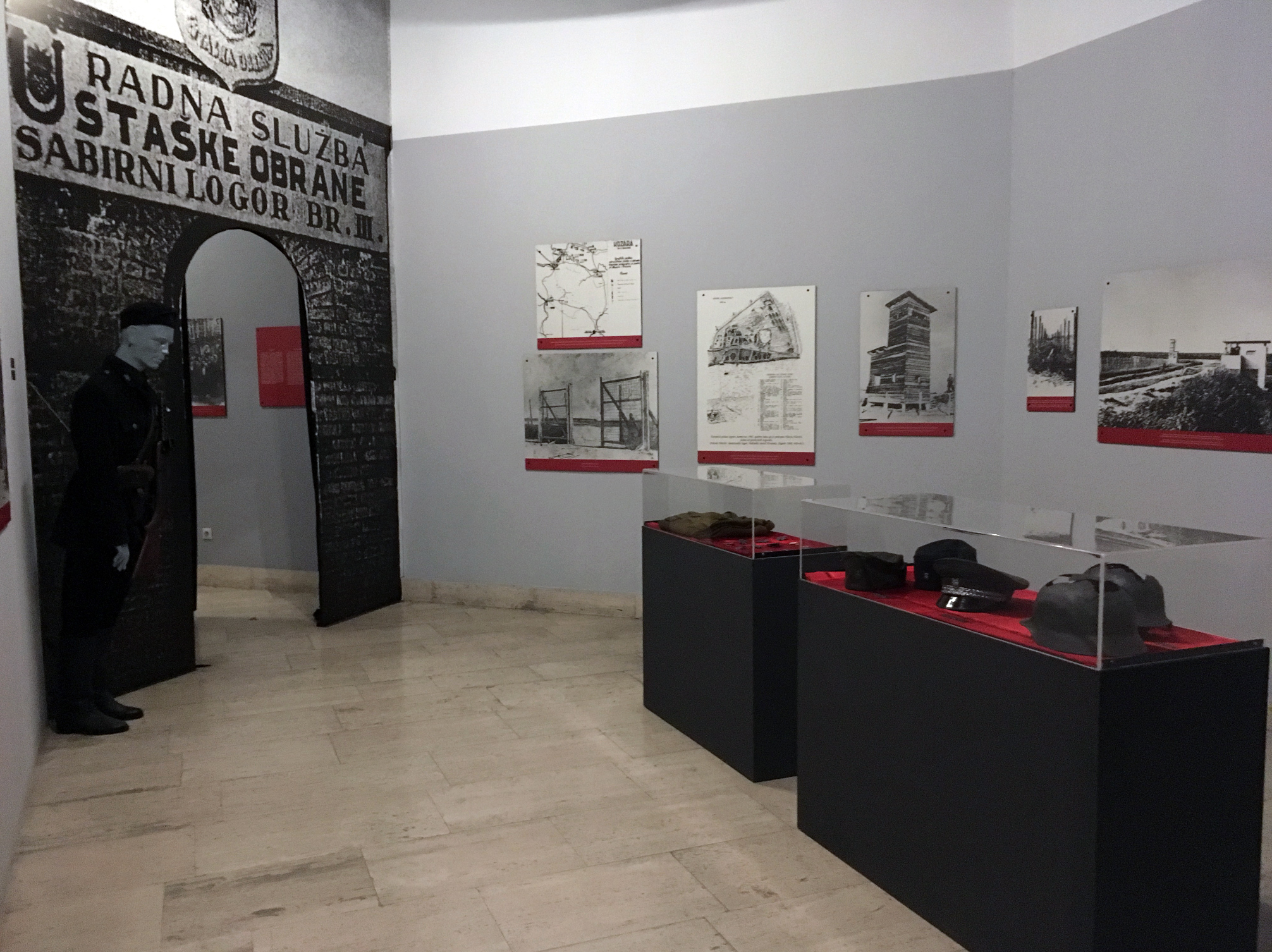
ヤセノヴァツ記念博物館の内部